# 法務庁
法務庁（ほうむちょう）は、戦後日本の法務行政全般を扱った官庁。1948年（昭和23年）2月15日、司法省（司法行政を除く）と法制局を統合し、政府の最高法律顧問府として発足した。
このページでは、同庁の改称後の組織である法務府についても併せて記述する。

## 概要
長である法務総裁（国務大臣）は、「法律問題に関する政府の最高顧問として、内閣並びに内閣総理大臣及び各省大臣に対し、意見を述べ、又は勧告する」（法務庁設置法第1条2項）、「その地位に最もふさわしい者の中から、内閣総理大臣がこれを命ずる」（法務庁設置法第2条2項）とされ、英米法圏の司法長官に近い性格づけをされた。またその下に法務総裁官房長（現在の法務事務次官に相当）と検務・法制・法務調査意見・訟務・法務行政の5長官がおり、法務総裁官房と各長官所管の16の局、それに各長官総務室から成った。翌年の1949年（昭和24年）6月1日、国家行政組織法施行に伴い、法務府（ほうむふ）と改称。長官は法制意見・刑政・民事法務の3名になり、局も11に整理・統合された。
1952年（昭和27年）8月1日、法務大臣を長とする法務省に改称。法制顧問機能を分離した。建制順では総理府に次ぐ各省筆頭となった。法務総裁と各長官職は廃止され、法制意見第一局、第二局、第三局および法制意見長官総務室は内閣に移管され「法制局」が復活。また特別審査局は同年7月21日、破壊活動防止法施行とともに外局たる公安調査庁となった。

## 法務庁の機構（1948年2月15日〜1949年5月31日）
- 法務総裁（国務大臣）
  - 法務総裁官房
- 検務長官
  - 検務局
  - 特別審査局
- 法制長官
  - 法制第一局
  - 法制第二局
  - 法制第三局
- 法務調査意見長官
  - 調査意見第一局
  - 調査意見第二局
  - 資料統計局
- 訟務長官
  - 民事訟務局
  - 税務訟務局
  - 行政訟務局
- 法務行政長官
  - 民事局
  - 人権擁護局
  - 矯正総務局
  - 成人矯正局
  - 少年矯正局

## 法務府の機構（1949年6月1日〜1952年7月31日）
- 法務総裁（国務大臣）
  - 法務総裁官房
- 法制意見長官
  - 法制意見第一局
  - 法制意見第二局
  - 法制意見第三局
  - 法制意見第四局
- 刑政長官
  - 検務局
  - 矯正保護局
  - 特別審査局
- 民事法務長官
  - 民事訟務局
  - 行政訟務局
  - 民事局
  - 人権擁護局